# Équipe d'Espagne féminine de squash
L'équipe d'Espagne féminine de squash représente l'Espagne dans les compétitions internationales de squash et dirigée par la Fédération espagnole de squash.

## Équipe actuelle
- Marta Dominguez
- Cristina Gómez
- Noa Romero
- Ona Blasco

## Palmarès championnats du monde de squash par équipes
| Année                    | Résultat             | Classement           | G                    | PL                   |
| ------------------------ | -------------------- | -------------------- | -------------------- | -------------------- |
| Birmingham 1979          | Pas de participation | Pas de participation | Pas de participation | Pas de participation |
| Toronto 1981             | Pas de participation | Pas de participation | Pas de participation | Pas de participation |
| Perth 1983               | Pas de participation | Pas de participation | Pas de participation | Pas de participation |
| Dublin 1985              | Pas de participation | Pas de participation | Pas de participation | Pas de participation |
| Auckland 1987            | Pas de participation | Pas de participation | Pas de participation | Pas de participation |
| Warmond 1989             | Phase de poule       | 14e                  | 1                    | 3                    |
| Sydney 1990              | Phase de poule       | 17e                  | 2                    | 4                    |
| Vancouver 1992           | Pas de participation | Pas de participation | Pas de participation | Pas de participation |
| Guernesey 1994           | Phase de poule       | 20e                  | 3                    | 2                    |
| Petaling Jaya 1996       | Phase de poule       | 13e                  | 4                    | 2                    |
| Stuttgart 1998           | Phase de poule       | 15e                  | 1                    | 5                    |
| Sheffield 2000           | Phase de poule       | 17e                  | 4                    | 2                    |
| Odense 2002              | Phase de poule       | 14e                  | 2                    | 5                    |
| Amsterdam 2004           | Pas de participation | Pas de participation | Pas de participation | Pas de participation |
| Edmonton 2006            | Phase de poule       | 15e                  | 1                    | 5                    |
| Le Caire 2008            | Phase de poule       | 16e                  | 1                    | 6                    |
| Palmerston North 2010    | Pas de participation | Pas de participation | Pas de participation | Pas de participation |
| Nîmes 2012               | Phase de poule       | 23e                  | 3                    | 5                    |
| Niagara-on-the-Lake 2014 | Phase de poule       | 17e                  | 3                    | 5                    |
| Issy-les-Moulineaux 2016 | Phase de poule       | 13e                  | 2                    | 4                    |
| Total                    | 12/20                | 0 titre              | 27                   | 48                   |